# Hort de Miró
L'Hort de Miró era un edifici de Tortosa (Baix Ebre) que estava inclòs en l'Inventari del Patrimoni Arquitectònic de Catalunya.

## Descripció
Tenia planta rectangular, quasi quadrada. Se situava fora del nucli urbà del raval de la Llet, prop del camí que enllaça el barranc de la Llet o de Sant Llàtzer amb la carretera comarcal de Tortosa a l'Aldea, una vegada travessada la línia del ferrocarril en direcció cap a l'esmentada carretera, concretament a la part esquerra del dit camí. L'edifici presentava com a nucli central un cos quasi longitudinal amb una secció central més alta, amb planta baixa i tres pisos, coberta plana amb terrassa i petit prisma elevat damunt de la mateixa-, i dos seccions a costat i costat d'aquesta, i uns altres de més baixes, composta per planta baixa i dos pisos a la part del darrere, i planta baixa i un pis amb petita terrassa tancada per una balustrada a la part del davant. La façana principal de l'edificació es trobava al costat esquerre del conjunt, a l'extrem exterior del cos o secció esquerra, amb la porta principal d'accés oberta al primer pis i a la que s'arribava mitjançant una escala amb barana de balustres, que s'iniciava a la part esquerra i no pas en el centre, deixant un espai que es projectava com un atri. També, cal remarcar els coronaments superiors de les finestres, així com les pinyes dels angulars.

## Història
Sembla que fou el Sr. Miró el qui va promoure i dissenyar els plànols originals de l'obra.